# Baú
O baú ou arca é uma das formas mais antigas de mobiliário. É uma estrutura tipicamente paralelepipédica oca com uma tampa móvel. O espaço interior pode ou não ser dividido. Era usado principalmente para armazenagem de roupas finas, armas, comida e itens de valor. O baú é popularmente referido a uma caixa de madeira de tampa arredondada onde se guarda tesouros escondidos. Dependendo do modelo, ele pode ser trancado com cadeado, fechadura ou segredo numérico (semelhantemente aos cofres).
Nas grandes navegações era muito procurado por navios piratas em busca de encontrar joias, ouro, pérolas entre outros.

## História

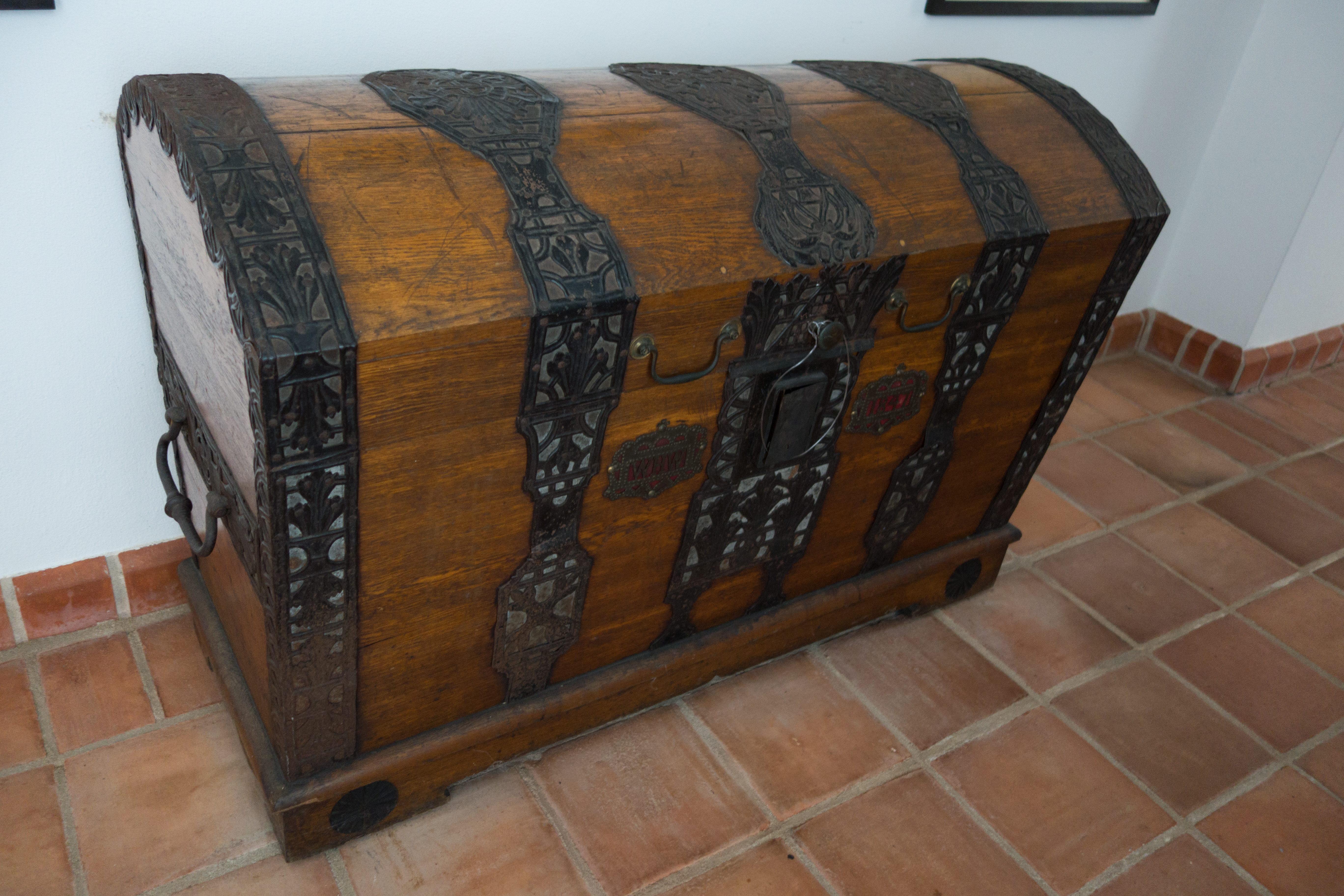
Baú europeu com banda de metal e mecanismo de fecho.

Os antigos egípcios criaram os primeiros baús conhecidos, usando madeira e juta, por volta de 3.000 a.C.
Na Idade Média e no início da Renascença na Europa, baús eram frequentemente usados como bancos, enquanto os baús mais altos eram usados como mesas para escrita por exemplo. No caso da escrita, seu interior poderia abrigar instrumentos de escrita e materiais relacionados, como foi o caso do baú Bargueño ou Vargueno, originado na Espanha. Muitas das primeiras escrivaninhas portáteis eram baús empilhados, com a de cima tendo a tampa na lateral, para servir como superfície de escrita quando aberta.
Muitos baús europeus usavam ferro sobre a tampa e no corpo do baú para fechá-la ou trancá-la. Havia alguns estilos diferentes de baú, como caixas quadradas ou baús com tampa em forma de cúpula, que eram tão diferentes que não havia uma forma eficaz de categorizá-los. Cada um tinha seu próprio tipo de decoração e também poderiam servir para vários propósitos.

## Modelos

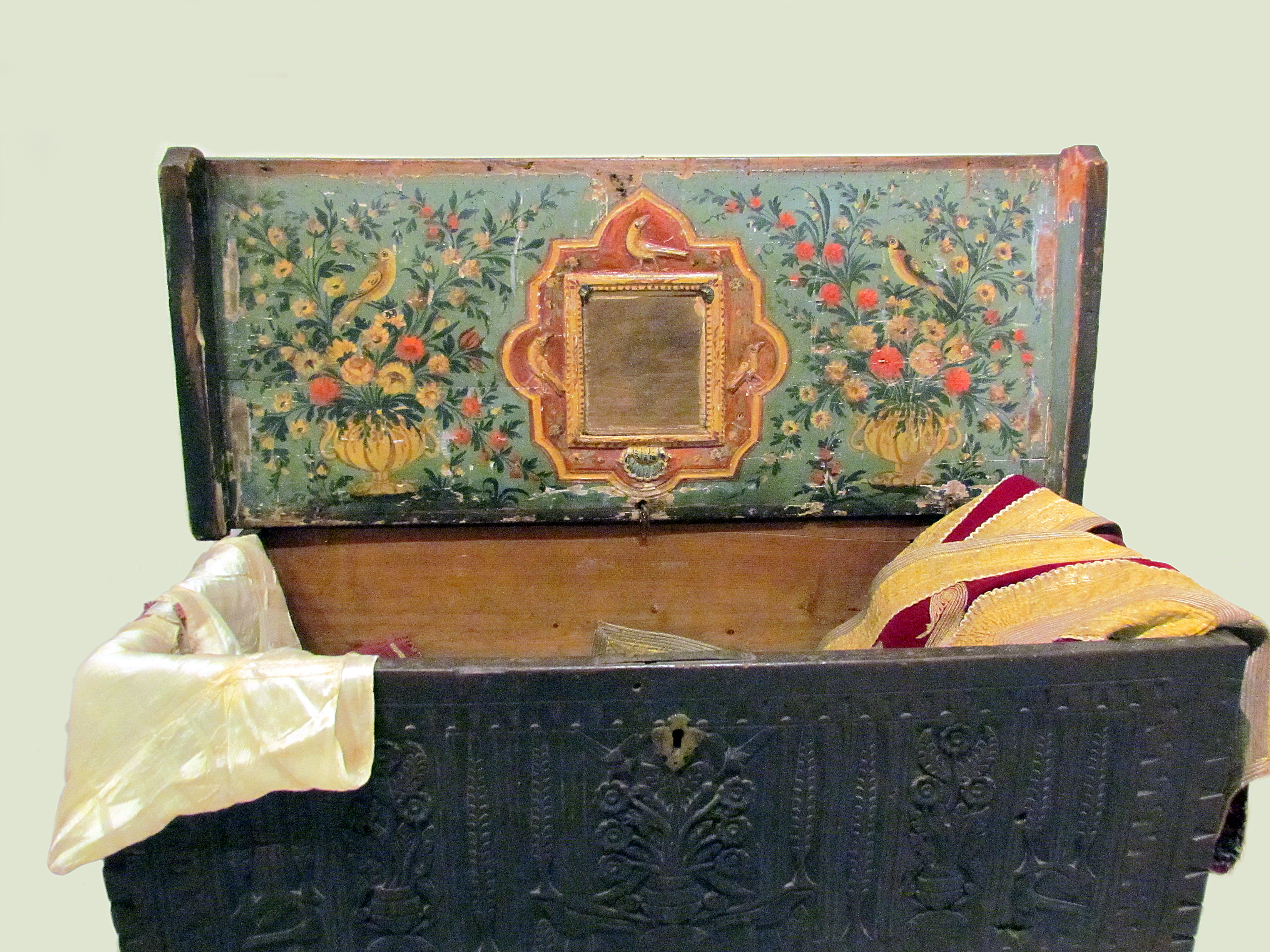
Baú para dote (Kosovo & Metohija, Sérvia).

A variedade de modelos de baús era imensa, com formatos e usos específicos: caixas, canastras, uchas, cofres, caixões, burras. Caixas com sua linhas retas, diferente dos baús com seus tampos abaulados, com o tempo passaram, naturalmente, a serem chamados também baús. Os monogramas ou  brasões neles impressos deixavam claro a quem pertenciam.
Em muitos países árabes, os baús são usados para guardar pertences pessoais, muitas dessas arcas do Oriente Médio são conhecidas por nomes de lugares, como Omã ou Bahrein, mas isso geralmente se refere ao local onde foram compradas e não ao local onde foram feitas. Outros são usados para guardar roupas de cama e utensílios domésticos femininos guardados para um futuro casamento. Em árabe, dois termos são usados para o baú de dote: o "muqaddimah" era especificamente para os pertences pessoais da noiva, e os "sunduq", que normalmente vinham aos pares, destinavam-se a outras mercadorias.

## Baús históricos

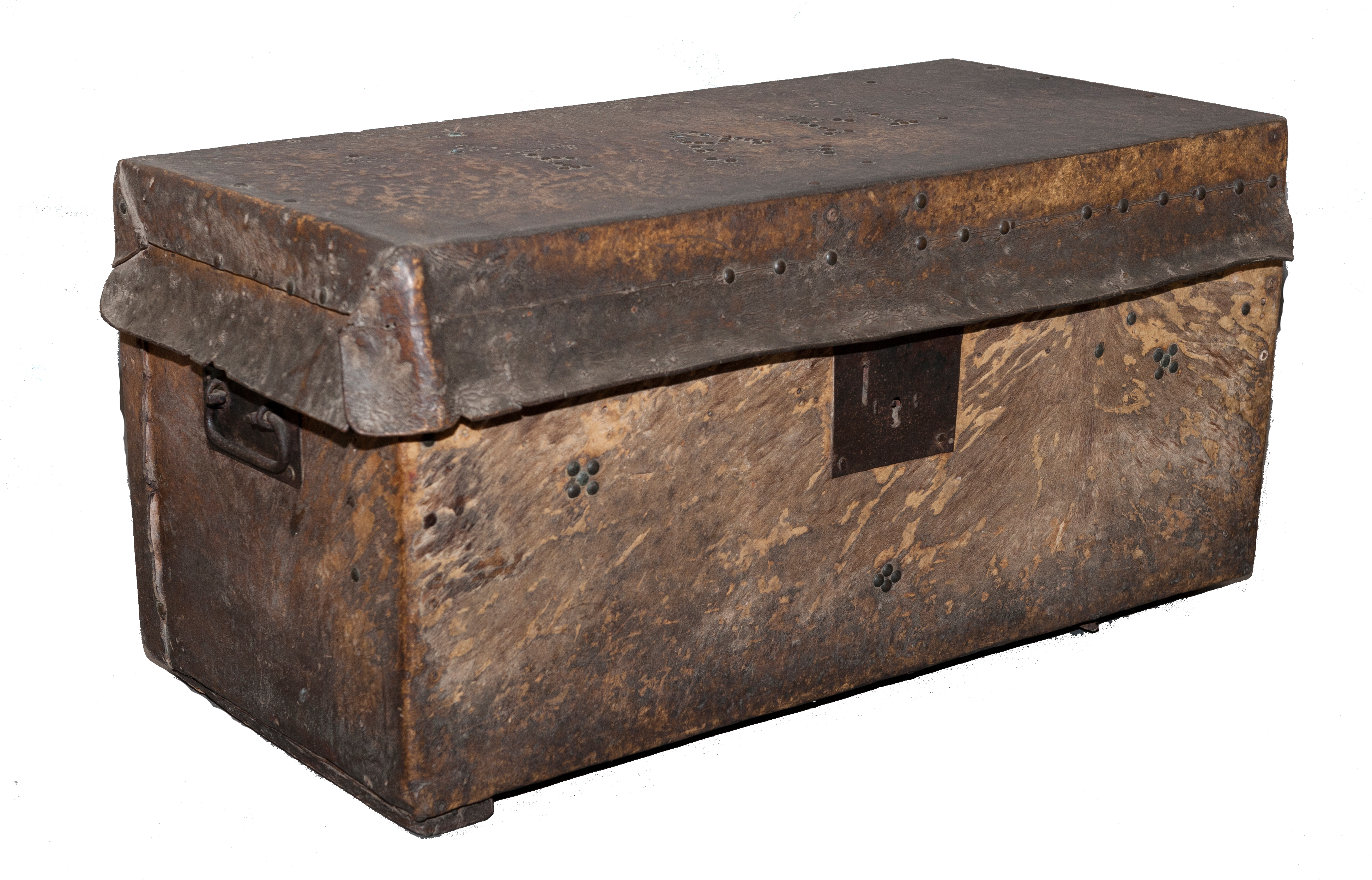
Canastra, acervo do Museu Paulista.

### Baú Canastra
O baú canastra, arca era tão relevante no século XVIII que era referenciado pelos seus donos em seus inventários. Supõe-se que isso é decorrente da intensa mobilidade vivenciada pelos comerciantes que residiam na cidade de São Paulo, refletindo-se em um apego aos baús, às canastras, às arcas e às caixas de carga utilizados para o transporte tanto de mercadorias como de bens próprios. Era comum registrar nos inventários inclusive de que material era feito (cedro) e se possuíam ou não fechaduras. No acervo do Museu Paulista há uma canastra cujas características físicas indicam a sua utilização  para o transporte de mercadorias em viagem. Revestida em couro, protegia das chuvas e seu peso de 11,26kg era adequado para as jornadas.
Dentro da casa, os baús também serviam para guardar roupas e também serviam de guarda dos enxovais das moças de casa, que ao casarem levavam o baú para o início da nova vida.
Da mobilidade dos baús para o aumento das arcas com pés fixos, sugere a estabilidade e a futura adição de gavetas, indica uma necessidade de separar materiais ao guardar dentro da arca.

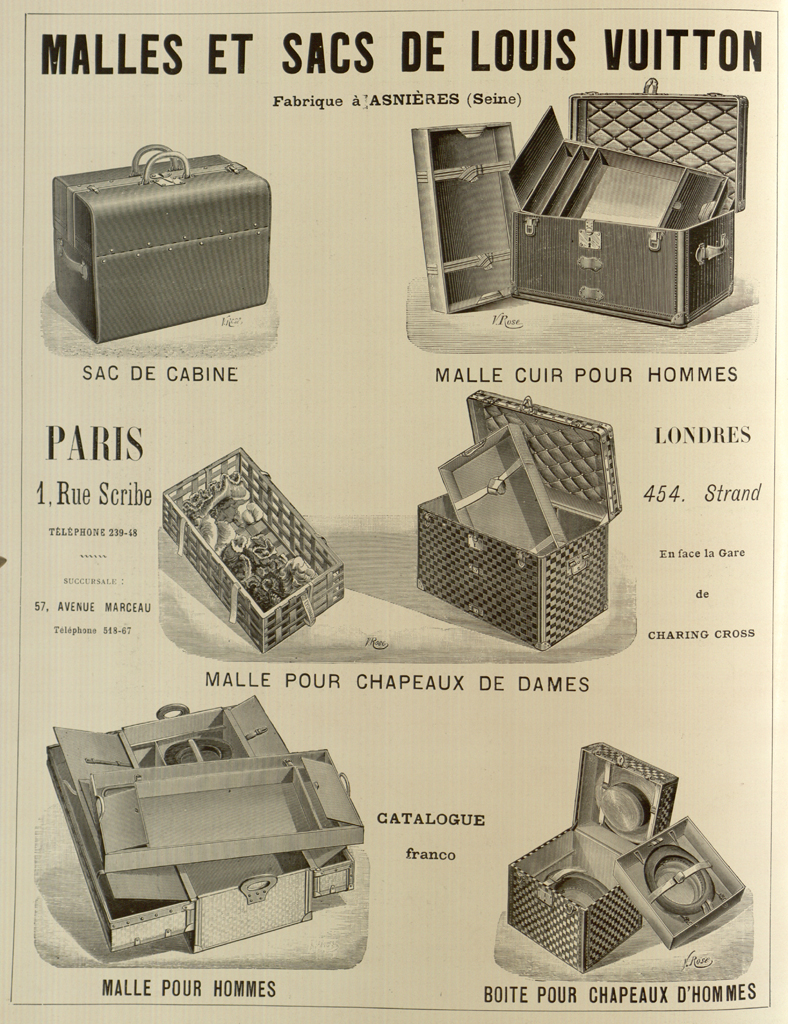
Panfleto publicitário com vários modelos de baús da Louis Vuitton (1898).

### Baús Vuitton
Em 1837, aos 16 anos, Louis Vuitton decidiu que se tornaria um fabricante de baús. Com isso, iniciou seu aprendizado, em Paris, sendo Monsieur Maréchal o seu professor. Dezessete anos depois, em 1854, Louis fundava a sua Maison Louis Vuitton.
Em 1886, Louis Vuitton e seu filho George Vuitton adicionaram aos seus baús um sistema único de trancas formadas por duas fivelas com molas. O que foi de grande ajuda contra os frequentes furtos aos baús. Uma curiosidade é que a expressão "golpe do baú" teve sua origem pelo fato de baú ser um móvel de guarda de objetos de grande valor.

## Galeria

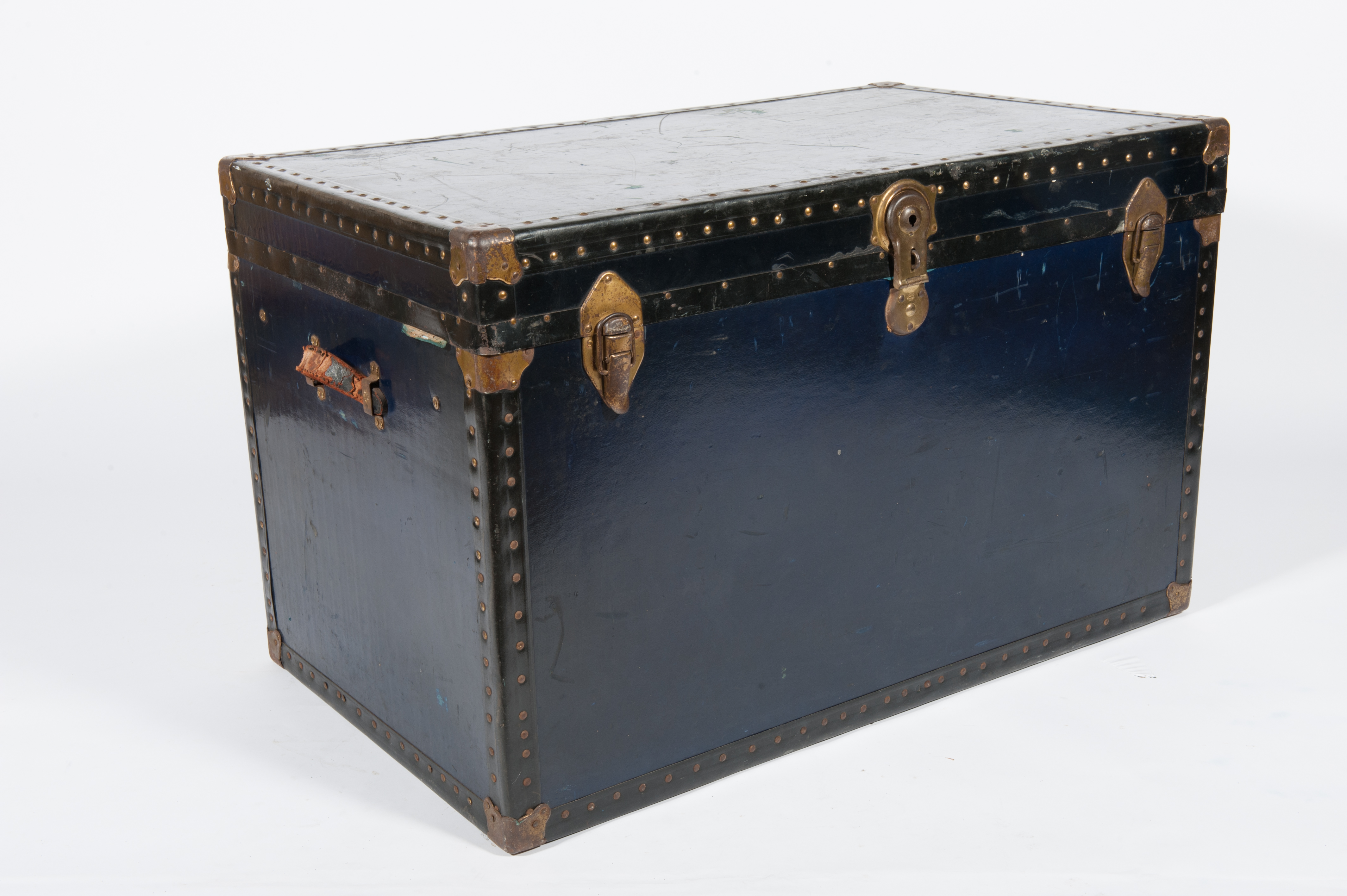
Baú de madeira, parte do acervo do Museu Paulista.
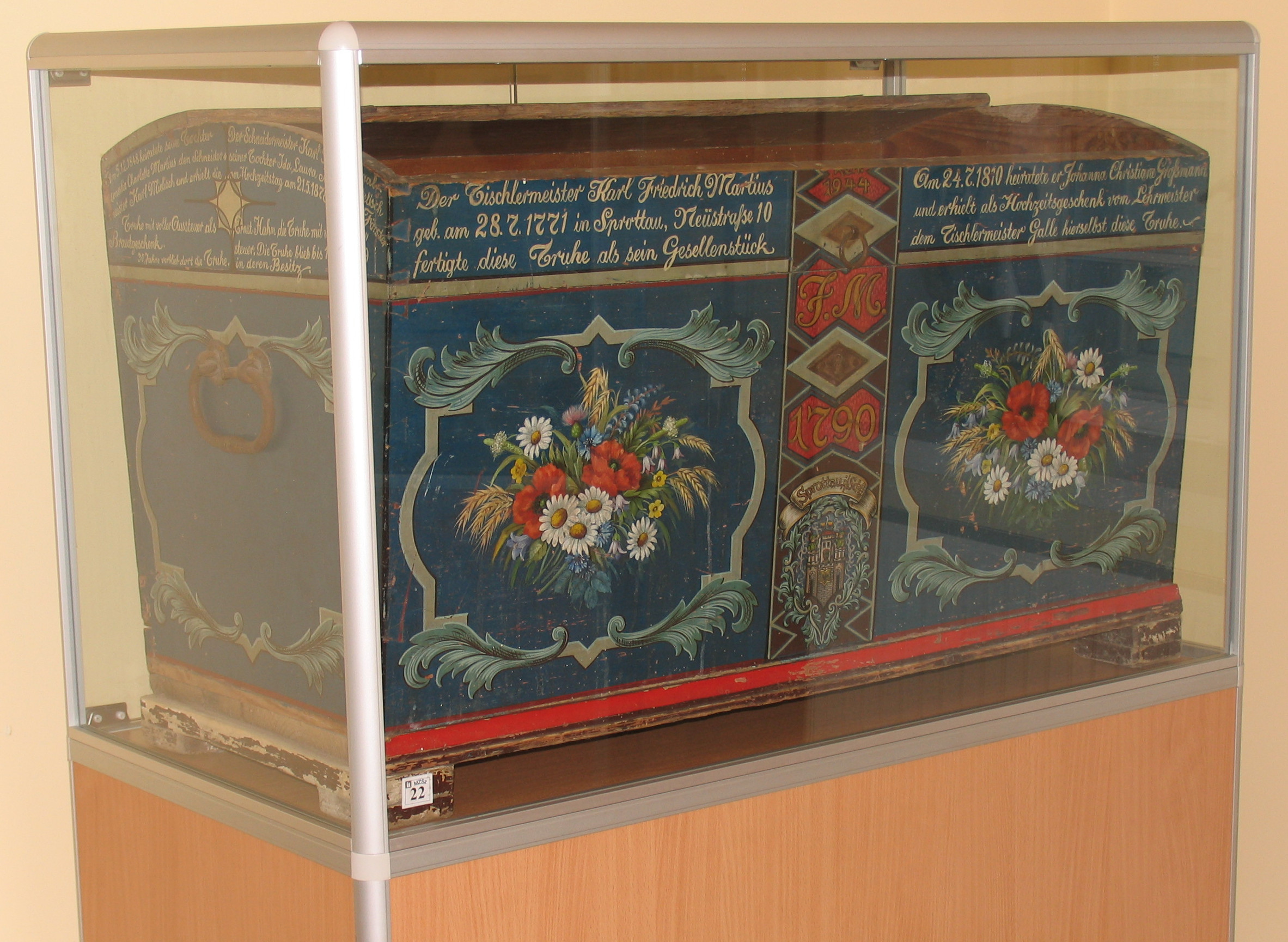
Um baú com cobertura ornamental.
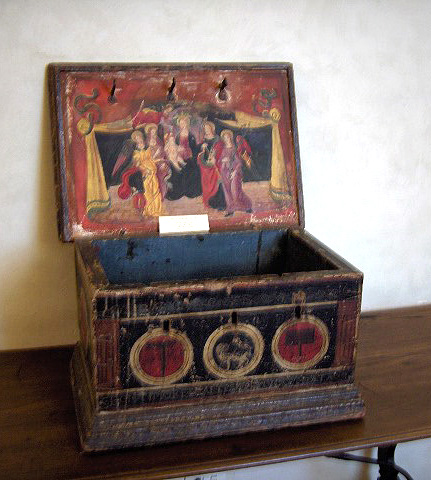
Baú com motivos decorativos.